# مازیخ
مازیخ (به لاتین: Mazıx، به آواری: МацIихъ، تا ۲۰۰۱ میلادی ماتسخ Matsex) یک منطقه مسکونی در جمهوری آذربایجان است که در شهرستان زاقاتالا واقع شده است. مازیخ ۱۷۹۶ نفر جمعیت دارد و بیشتر مردم آن از نژاد آوار هستند.